# Tonkori

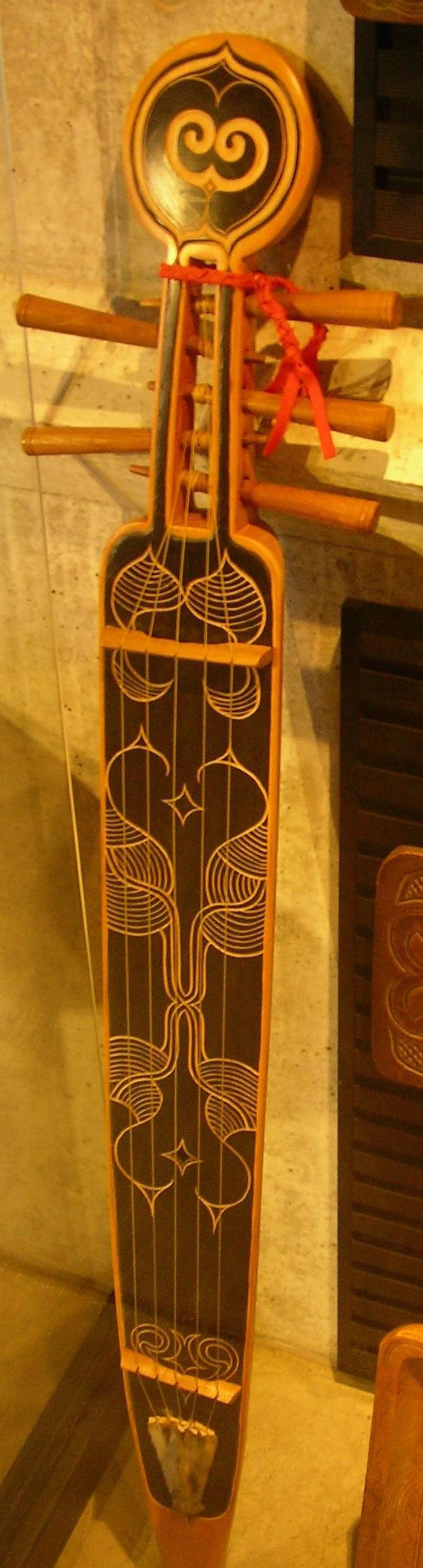
Tonkori im Ainu-Kulturmuseum Nibutani

Tonkori (japanisch トンコリ), auch ka, ist ein Saiteninstrument, das vom Volk der Ainu auf der japanischen Nordinsel Hokkaidō gespielt wird. Der Korpus besteht aus einem etwas über einen Meter langen, schmalen Holzstück, das innen ausgehöhlt wurde. Die Saiten verlaufen über zwei Stege bis zu einem Wirbelkasten zu langen gegenständigen Wirbeln. Nach der Bauform gehört die tonkori zu den Schalenzithern.
Die Saitenanzahl der tonkori variiert zwischen drei und fünf, die Saiten bestehen aus Tiersehnen oder aus pflanzlichen Fasern. Der Korpus wird aus der heimischen Ajan-Fichte (Picea jezoensis) gefertigt. Beim Spielen wird die tonkori ungefähr senkrecht oder schräg vor dem Oberkörper gehalten, wobei der Hals über die linke Schulter reicht. Der Spieler zupft die unverkürzten Saiten mit beiden Händen von den Seiten. Die tonkori dient der Gesangsbegleitung oder wird solistisch gespielt.
Entwicklungsgeschichtlich lässt sich die tonkori mit ihrem nach oben gewölbten Korpus – wie auch die frühe schlanke Form der birmanischen Krokodilzither mí-gyaùng – auf die in Ost- und Südostasien weit verbreiteten Bambusröhrenzithern vergleichen, zu denen die beiden unterschiedlichen Typen guntang auf Bali und kolitong im Norden der Philippinen gehören. Die Form der japanischen Wölbbrettzithern koto mit 13 Saiten, wagon mit sechs Saiten und ichigenkin mit einer Saite wird von den durch Spaltung der Bambusröhre entstandenen Halbröhrenzithern aus Bambus hergeleitet. Auf eine mögliche Herkunft verweist auch die Ähnlichkeit mit der fünf- bis siebensaitigen Schalenzither narsyuk der Chanten im westlichen Sibirien.
Aufgrund der japanischen Kolonisation gibt es heute nur wenig Dokumentation über die Ainu-Kultur und die tonkori. Der Musiker Oki Kano, ein Ainu, veröffentlichte mit seinem Album Tonkori eine Rekonstruktion der Spielweise und des Klangs. 
Ein anderes seltenes Musikinstrument der Ainu ist die hölzerne Rahmenmaultrommel mukkuri.
Einige vor allem in Japan bekannte Musiker und Bands verwenden dieses Instrument:
- Oki Kano
- K.D earth
- Sanpe (Nobuhiko Chiba)
- ToyToy (Motoi Ogawa)
- Kumiko Sukegawa
- Akira Ifukube
- Marewrew
- IMERUAT